# Casearia sylvestris
Casearia sylvestris Sw. – gatunek rośliny z rodziny wierzbowatych (Salicaceae Mirb.). Występuje naturalnie na Antylach, Ameryce Centralnej oraz Ameryce Południowej.

## Rozmieszczenie geograficzne
Występuje naturalnie na Antylach, Ameryce Centralnej oraz Ameryce Południowej. Na Antylach został zaobserwowany w Dominikanie. W Ameryce Centralnej występuje między innymi w Meksyku, Gwatemali, Belize, Kostaryce i Panamie. Ponadto został odnotowany we wszystkich państwach Ameryki Południowej. W Brazylii występuje we wszystkich stanach.

## Morfologia
PokrójZimozielone drzewo lub krzew dorastające do 2–25 m wysokości.
LiścieBlaszka liściowa ma kształt od eliptycznego do lancetowatego. Mierzy 4–16 cm długości oraz 2–6,5 cm szerokości, jest karbowana na brzegu, ma klinową nasadę i wierzchołek od spiczastego do ogoniastego. Ogonek liściowy jest nagi i dorasta do 3–8 mm długości.
KwiatySą zebrane po 10–30 w pęczki, rozwijają się w kątach pędów. Mają 5 działek kielicha o owalnym kształcie i dorastających do 1 mm długości. Kwiaty mają 10 pręcików.
OwoceMają kulistawy kształt i osiągają 3–5 mm średnicy.

## Biologia i ekologia
Rośnie w wiecznie zielonych lasach. Występuje na wysokości do 500 m n.p.m.

## Zmienność
W obrębie tego gatunku wyróżniono jedną odmianę:
- Casearia sylvestris var. lingua (Cambess.) Eichler

oraz (oprócz podgatunku nominatywnego) jeden podgatunek:
- Casearia sylvestris subsp. myricoides (Griseb.) J.E.Gut.